# Бялчин (Вармінсько-Мазурське воєводство)
Бялчин (пол. Białczyn) — село в Польщі, у гміні Пененжно Браневського повіту Вармінсько-Мазурського воєводства.
Населення — 232 особи (2011).
У 1975-1998 роках село належало до Ельблонзького воєводства.

## Демографія
Демографічна структура станом на 31 березня 2011 року:
|          | Загалом | Допрацездатний вік | Працездатний вік | Постпрацездатний вік |
| -------- | ------- | ------------------ | ---------------- | -------------------- |
| Чоловіки | 111     | 29                 | 74               | 8                    |
| Жінки    | 121     | 29                 | 72               | 20                   |
| Разом    | 232     | 58                 | 146              | 28                   |